# Mai 1925

## Événements
- Les États-Unis créent une Garde nationale au Nicaragua, en confient le commandement à un officier nord-américain et les marines commencent à se retirer en août.
- Disparition de l'explorateur Percy Fawcett (qui aurait inspiré le personnage d'Indiana Jones) en Amazonie.

- 13 mai : 
  - La République socialiste soviétique du Turkménistan est rattachée à l'URSS.
  - Vote du Gold Standard Act. Churchill rétablit l’étalon-or au Royaume-Uni[1].

- 14 mai : le Parti communiste français (Jacques Doriot) apporte son soutien à Abd el-Krim et réclame l’évacuation du Maroc et la reconnaissance de la république du Rif, proclamée en juillet 1923.

- 17 mai : canonisation de Sainte Thérèse de Lisieux.

- 20 mai : premier vol du Curtiss Condor.

- 21 mai : départ de Spitzberg de deux hydravions en direction du pôle. Les mauvaises conditions climatiques contraindront les aviateurs à se poser sur la banquise à plus de 200 km du pôle.

- 21 mai au 25 octobre : exposition internationale de la houille blanche et du tourisme à Grenoble.

- 28 mai : premier vol du de Havilland DH.54 Highclere.

- 30 mai : 
  - manifestation anti-impérialiste à Shanghai qui dégénère en grève générale.
  - 500 miles d'Indianapolis. Le pilote américain Peter DePaolo s'impose sur une Duesenberg.

## Naissances
- 1er mai : Scott Carpenter, astronaute américain († 10 octobre 2013).
- 2 mai : Roscoe Lee Browne, acteur de cinéma et metteur en scène de théâtre américain († 11 avril 2007).
- 3 mai : Robert Jonquet, footballeur français († 18 décembre 2008).
- 8 mai :
  - Ali Hassan Mwinyi, homme d'État tanzanien et président de Tanzanie de 1985 à 1995 († 29 février 2024).
  - Marc Herrand, chanteur et musicien français, membre des Compagnons de la chanson entre 1946 et 1952 († 17 juillet 2023).
- 10 mai : Raphaël Esrail, résistant et ingénieur français († 22 janvier 2022).
- 14 mai : Amor Chadli, homme politique et médecin tunisien († 8 novembre 2019).
- 17 mai : 
  - Claude Julien, journaliste, ancien rédacteur en chef du Monde diplomatique († 5 mai 2005).
  - Henri Bergeron, animateur de radio et télévision († [ 10 juillet 2000).
  - Ian MacArthur, homme politique britannique († 30 novembre 2007).
- 19 mai : 
  - Malcolm X, prêcheur musulman († 21 février 1965).
  - Pol Pot, homme d'État cambodgien († 15 avril 1998).
- 20 mai : Alexeï Tupolev, ingénieur aéronautique russe († 15 mai 2001).
- 21 mai : Frank Kameny, militant LGBT et astronome américain († 11 octobre 2011).
- 25 mai : Claude Pinoteau, réalisateur français (L'Étudiante, La Boum, La Gifle) († 5 octobre 2012).
- 27 mai : Tony Hillerman, romancier américain († 13 octobre 2008).
- 29 mai : 
  - Anthony Grant, homme politique britannique († 9 octobre 2016).
  - Mohamed Masmoudi, homme politique tunisien et Ancien Ministre des Affaires étrangères de Tunisie († 7 novembre 2016).
- 31 mai : Jean Perrottet, architecte français († février 2021).

## Décès
- 2 mai : Johann Palisa, astronome autrichien (°6 décembre 1848).
- 3 mai : Clément Ader.
- 7 mai : Doveton Sturdee, amiral britannique (° 9 juin 1859).
- 31 mai : « Cara Ancha » (José Sánchez del Campo), matador espagnol (° 8 mai 1848).